# Antoine Pevsner

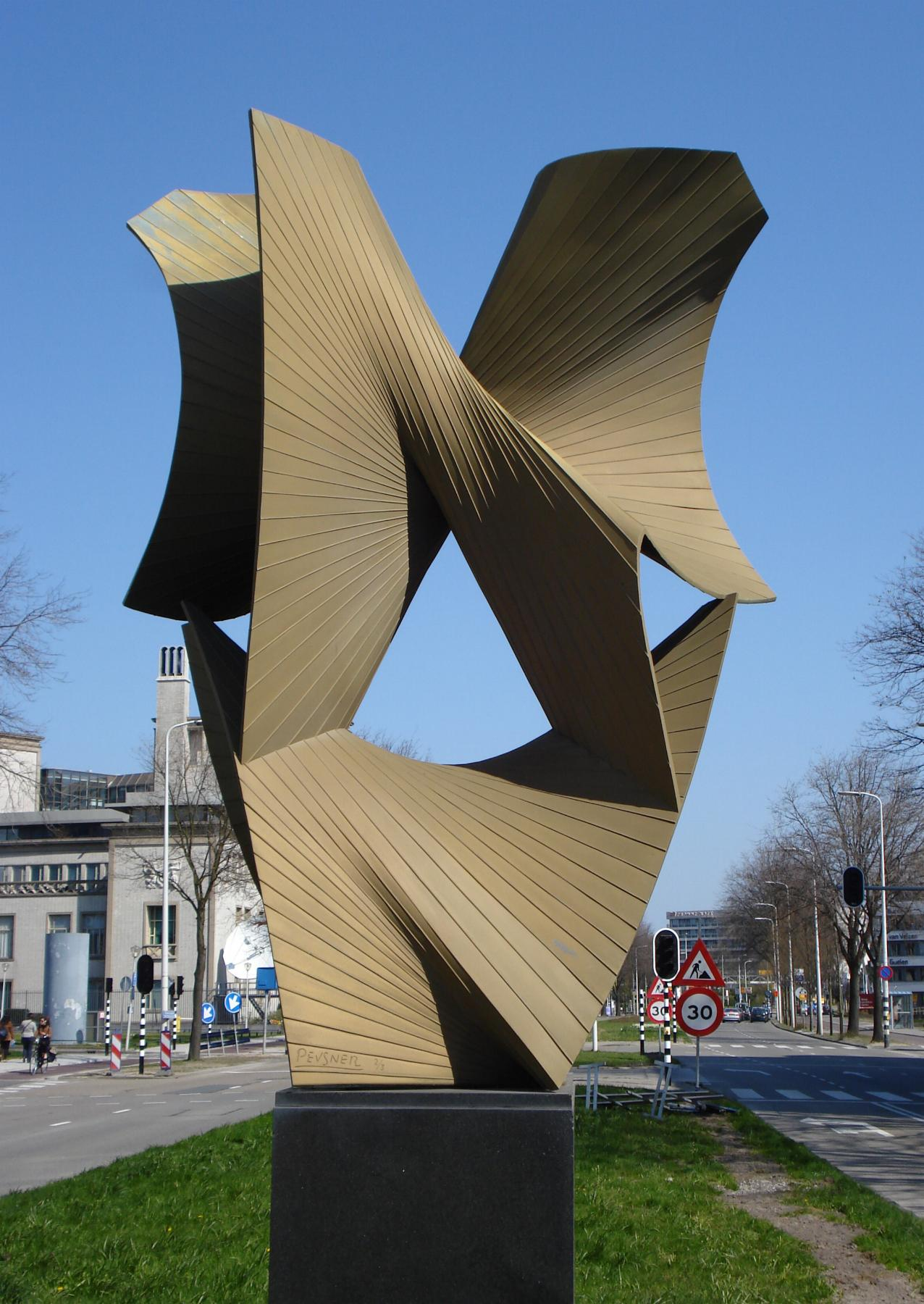
Czwarty wymiar

Antoine Pevsner (ros. Aнтон Абрамович Певзнер) (ur. 18 stycznia 1886 w Klimowiczach, zm. 12 kwietnia 1962 w Paryżu) – rosyjski rzeźbiarz i malarz, brat Nauma Gabo.
Studiował w Kijowie i Petersburgu. Początkowo tworzył prace w stylu kubizmu, rosyjskiego symbolizmu i malarstwa ikonowego.
W latach 1915–1917 przebywał z bratem w Oslo, gdzie obaj eksperymentowali, zastępując cienkie, zachodzące na siebie płaszczyzny konstrukcjami brył trójwymiarowych. Następnie prowadził działalność pedagogiczną w Moskwie, gdzie wraz z bratem ogłosił w 1920 Manifest realistyczny - program konstruktywizmu. W Berlinie w 1922 współorganizował pierwszą wystawę sztuki rosyjskiej, przedstawiającą dzieła awangardy.
Pionier rosyjskiego konstruktywizmu, tworzył dzieła abstrakcyjne, ale wyróżniające się matematyczną precyzją spiralnych krzywych i płaszczyzn np. Rozwinięcie kolumny (1942). W pracach wykorzystywał różne materiały: celuloid, blachę mosiężną i brąz.

## Prace
- Popiersie (1924–1926),
- Konstrukcja w jajku (1943),
- Kolumna zwycięstwa (1946),
- Dynamiczna projekcja o 30° (1950–1951),
- Kolumna pokoju (1954)